# Micha Acher

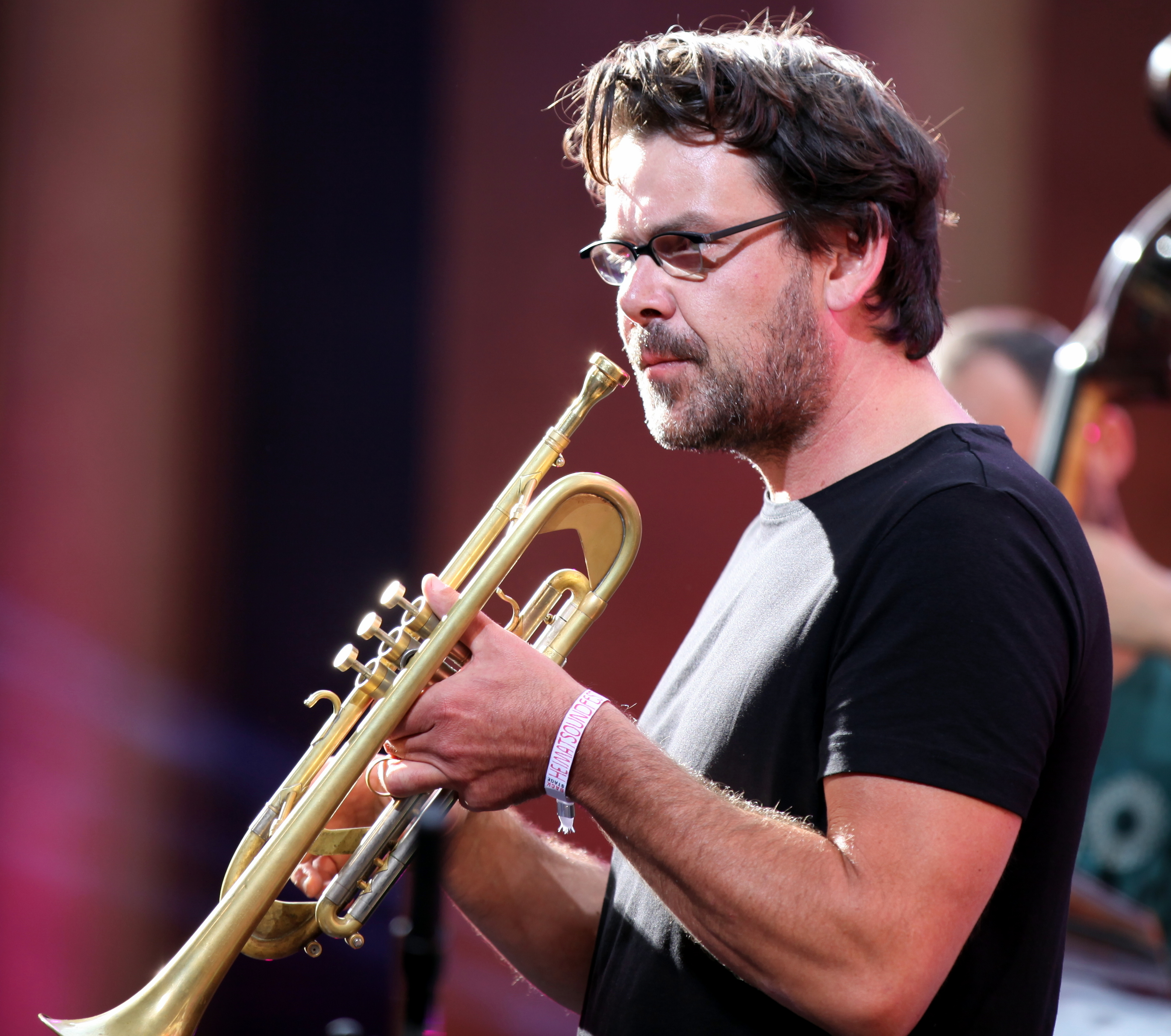
Micha Acher bei einem Auftritt mit dem Alien Ensemble (2015)

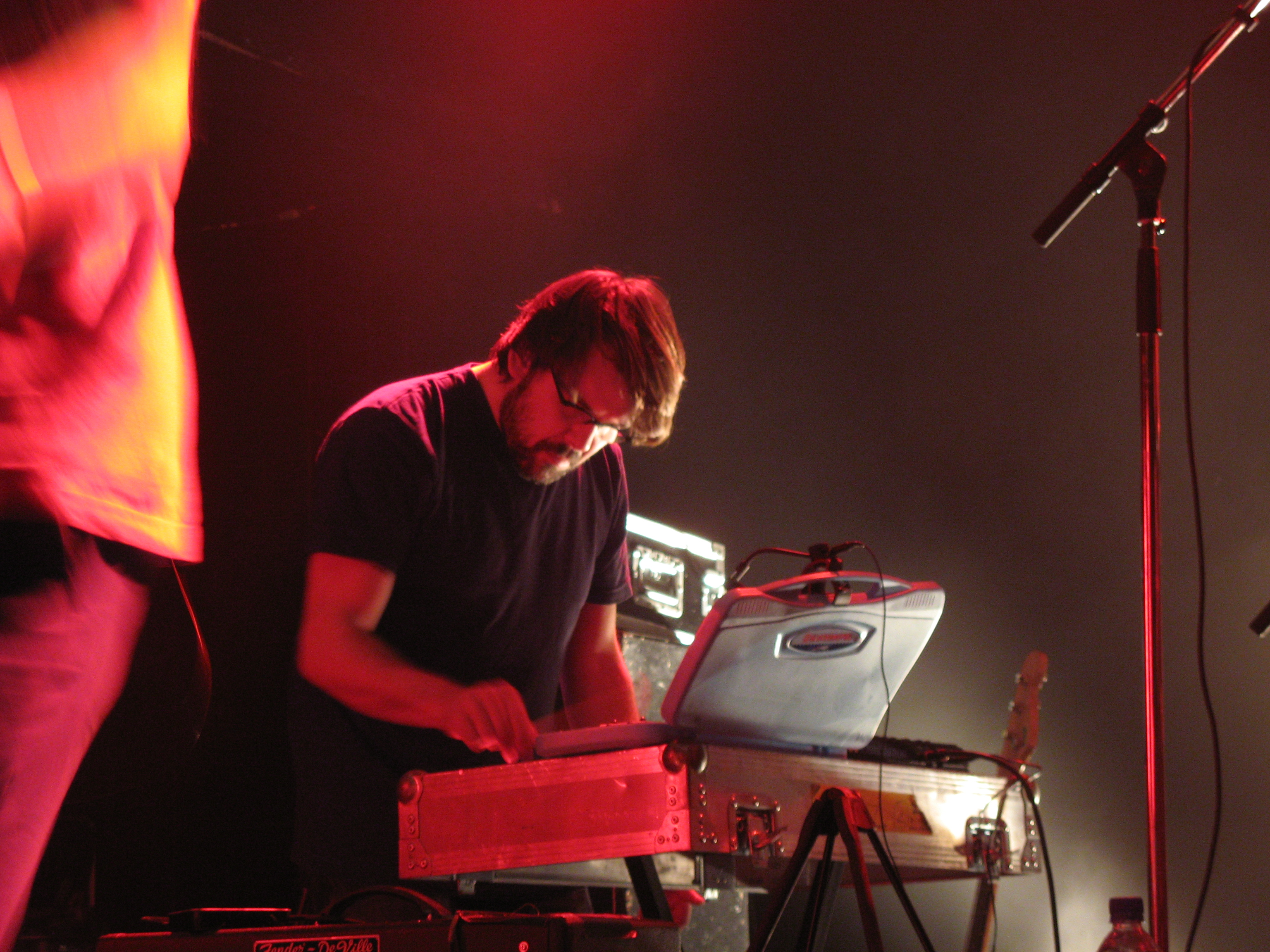
Micha Acher bei einem Auftritt mit The Notwist (2008)

Micha Acher (* 1971 in Schongau) ist ein deutscher Musiker (Bass, Trompete, Flügelhorn, Keyboards, Posaune, Komposition) aus der oberbayerischen Stadt Weilheim.

## Leben
Acher gründete zu Schulzeiten gemeinsam mit seinem Bruder Markus und Johannes Enders eine Band, aus der später die experimentelle Jazzcombo Tied & Tickled Trio entstehen sollte. Als Trompeter gehörte er seit 1988 zu der Gruppe New Orleans Dixie Stompers, die sein Vater Julius Acher leitet. Auch heute spielt Acher noch in dieser Band.
Er studierte Trompete und Klavier am Richard-Strauss-Konservatorium München. Während der Studienzeit gehörte er zum Landesjugendjazzorchester Bayern unter Leitung von Dusko Goykovich und Harald Rüschenbaum und zum Bundesjazzorchester unter Peter Herbolzheimer.
Den größten Erfolg feierte er bisher als Bassist der Gruppe The Notwist, aber auch mit diversen Nebenprojekten ist er in der Musikszene, die sich um das Plattenlabel Hausmusik gebildet hat, bekannt geworden. Zu nennen wären hier neben Tied & Tickled Trio noch die Bands Village of Savoonga, Ms John Soda, 3 Shades of Blues, Ogonjok und seit 2005 auch 13&God, ein Projekt von The Notwist mit Themselves des Plattenlabels Anticon. 2011 übernahm er die musikalische Leitung der Dreigroschenoper am Münchner Volkstheater. Als Komponist schrieb er gemeinsam mit seinem Bruder Markus die Musik für Spiel- und Dokumentationsfilme; 2010 erhielt er den Filmmusikpreis in Gold für den Film Sturm. Auch verfasste er die Theatermusik für Inszenierungen von Christian Stückl im Volkstheater München.
Micha Acher ist verheiratet und hat zwei Kinder.

## Bands
- 13&God
- 3 Shades of Blues
- Alien Ensemble
- Café Unterzucker
- Enders Room
- Ms. John Soda
- The Notwist
- Tied & Tickled Trio
- Village of Savoonga

## Soloprojekte
- Micha Acher

## Studiomusiker
Bands, bei denen Micha Acher als Studiomusiker mitgewirkt hat:
- Couch
- Sharon Stoned
- Tocotronic
- Kante

## Auszeichnungen
- 2011 Förderpreis Musik der Landeshauptstadt München